# Plié
Plié (termo do francês que significa 'dobrado') é um passo de dança que consiste em flexionar os joelhos,  enquanto o fêmur rotaciona para fora na região da  pelve (en dehors)  É um conceito básico em todas as danças, um passo fundamental para impulsão ou transição/apoio de outros passos, como a pirueta e salto.
O plié aquece os músculos das pernas e ajudam a estabelecer a posição correta. Se o plié não for bem trabalhado, pode ocorrer  torção do pé na descida do salto, ou desgase da cartilagem do joelho. O plié ocorre com muita energia após o salto; ao chegar ao chão, essa energia deve ser distribuída pelos pés, não podendo ser transferida aos tornozelos.
A dobra de apenas um joelho é chamada fondu.

## Tipos
O plié é classificado de acordo com a dobra dos joelhos:
- Plié à quart (pequeno);[11]
- Plié à demi (médio)[11] ou demi-plié:[1][6] meia flexão das pernas é  mais difícil de executar, para o iniciante, sendo indicado fazer nas primeiras posições (1ª, 2ª e, 3ª).[1]
- Grand-plié (largo):[1][11] a grande flexão das pernas ou flexão total do joelho, coloque as coxas em posição horizontal, levante os calcanhares e os pés ficam na meia ponta (peso do corpo na planta dos pés).[1][12]

Este passo pode ser executado nas cinco posições (primeira, segunda, terceira, quarta e quinta), é considerado um movimento base de muitos movimentos da dança clássica.

## Execução geral
Instruções gerais para execução do plié tradicional (a meia flexão dos joelhos):
- Inicie com calcanhares juntos e pés virados para fora bem alinhados (primeira posição);
- Dobre os joelhos alinhados no meio dos pés;
- Mantenha reta a parte superior do corpo. Um alinhamento corporal com a pelve em uma posição neutra, que não permite o cóccix curvar-se para baixo.[16]

Tecnicamente: "estabilidade do médio pé; alinhamento entre joelho e pé ipsilaterais; estabilidade e posicionamento pélvico". Todos os passos de elevação iniciam e finalizam fazendo o demi-plié.

As posições padrões de posicionamento dos pés no balé
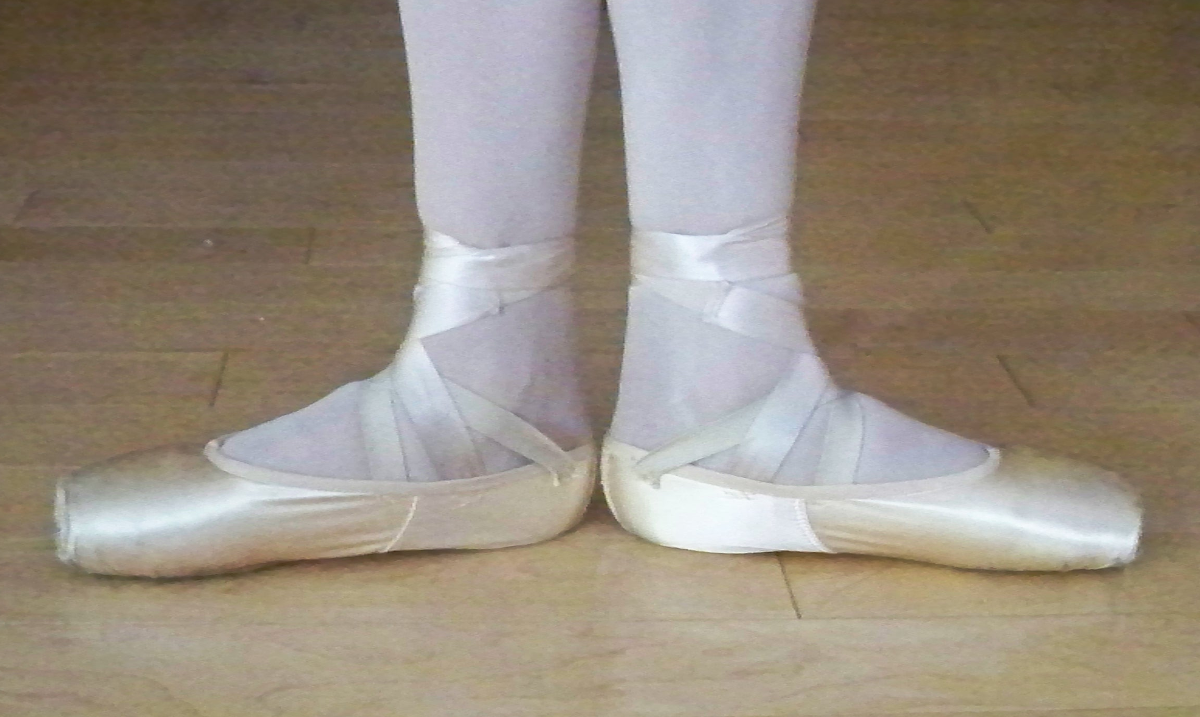
Primeira-posição
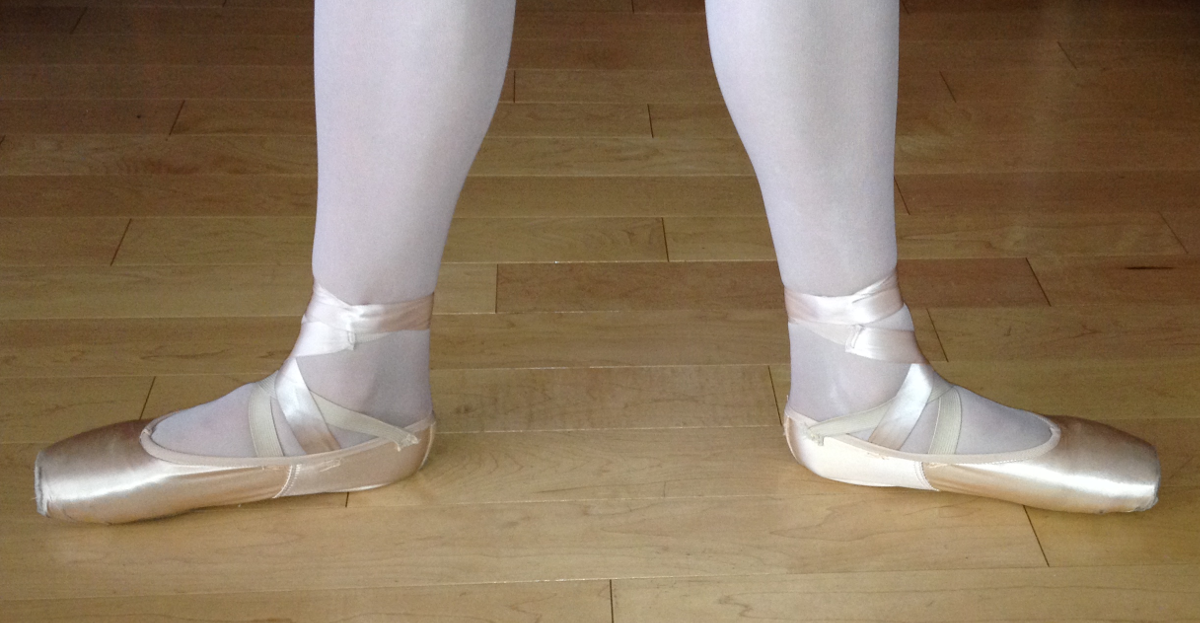
Segunda-posição
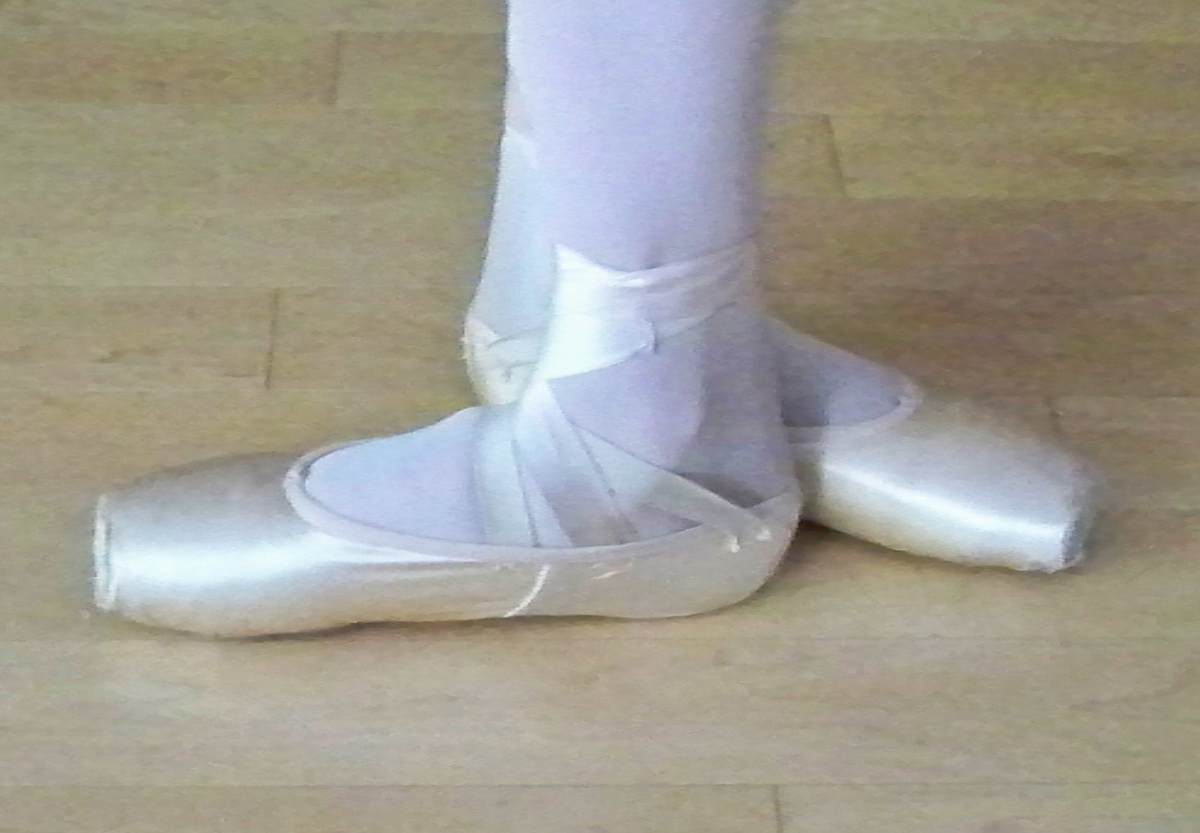
Terceira-posição
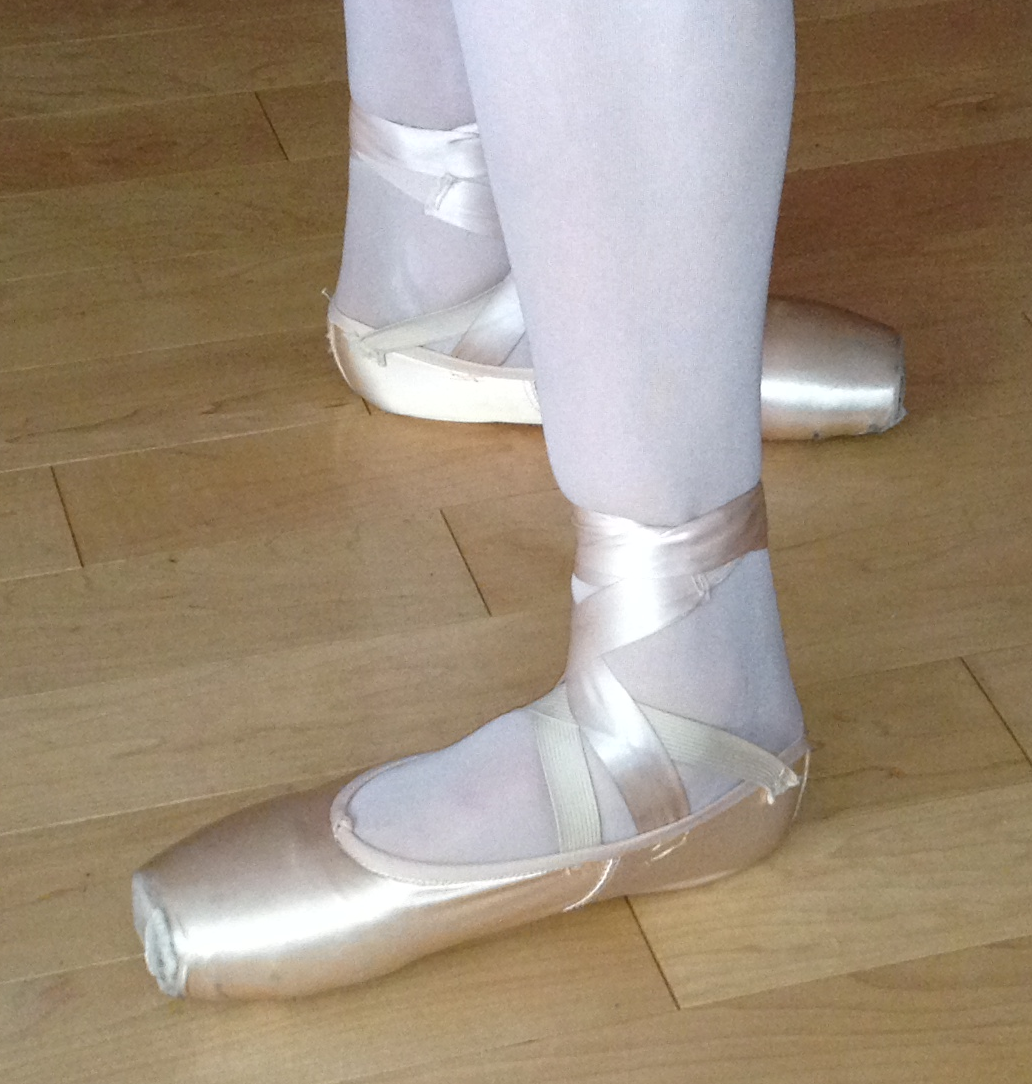
Quarta-posição
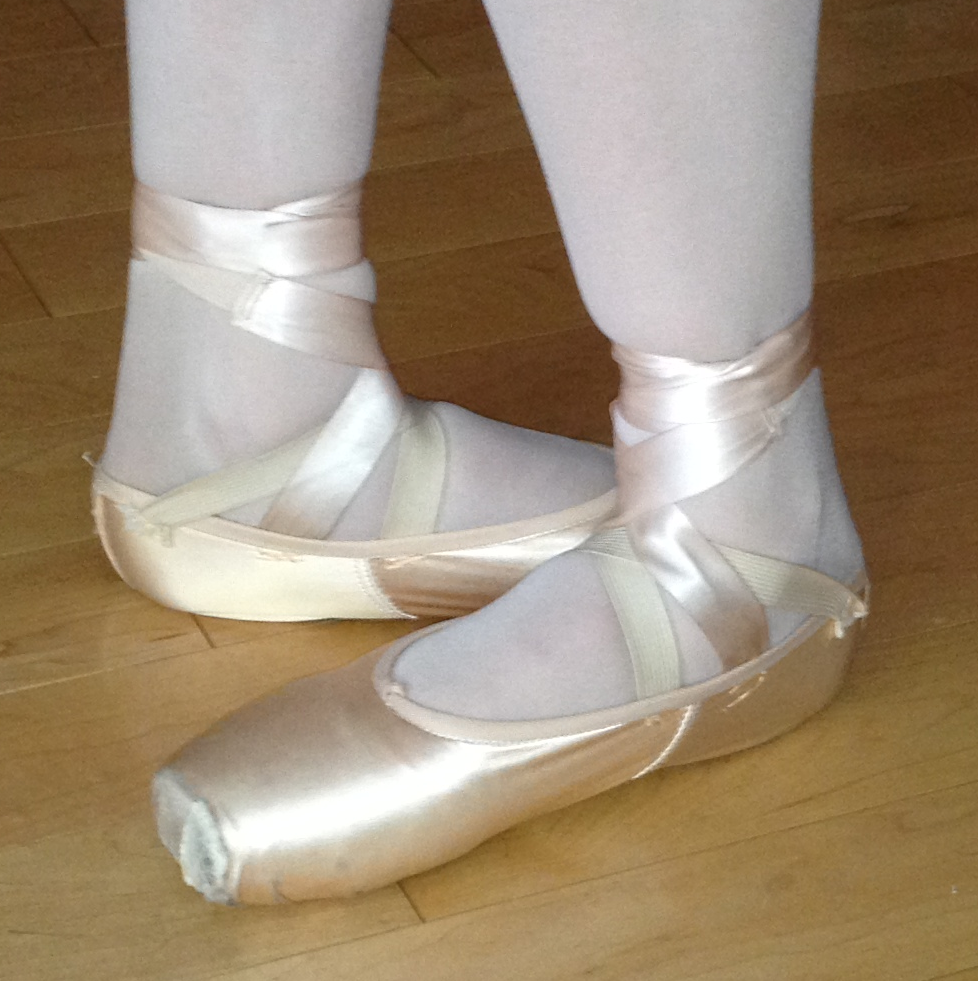
Quinta-posição
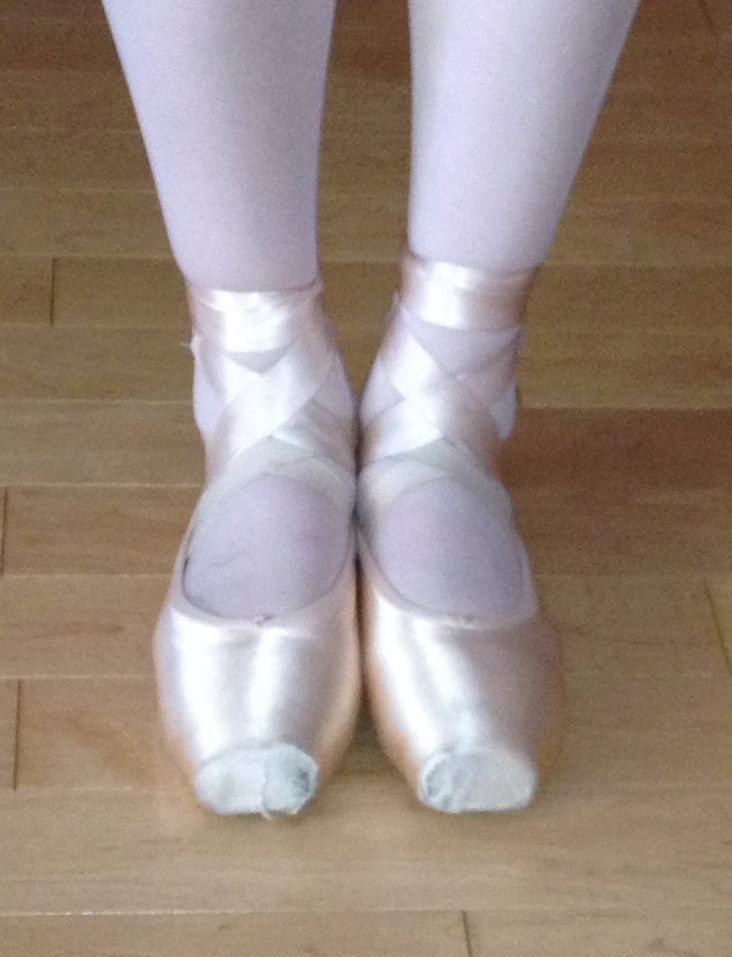
Sexta-posição
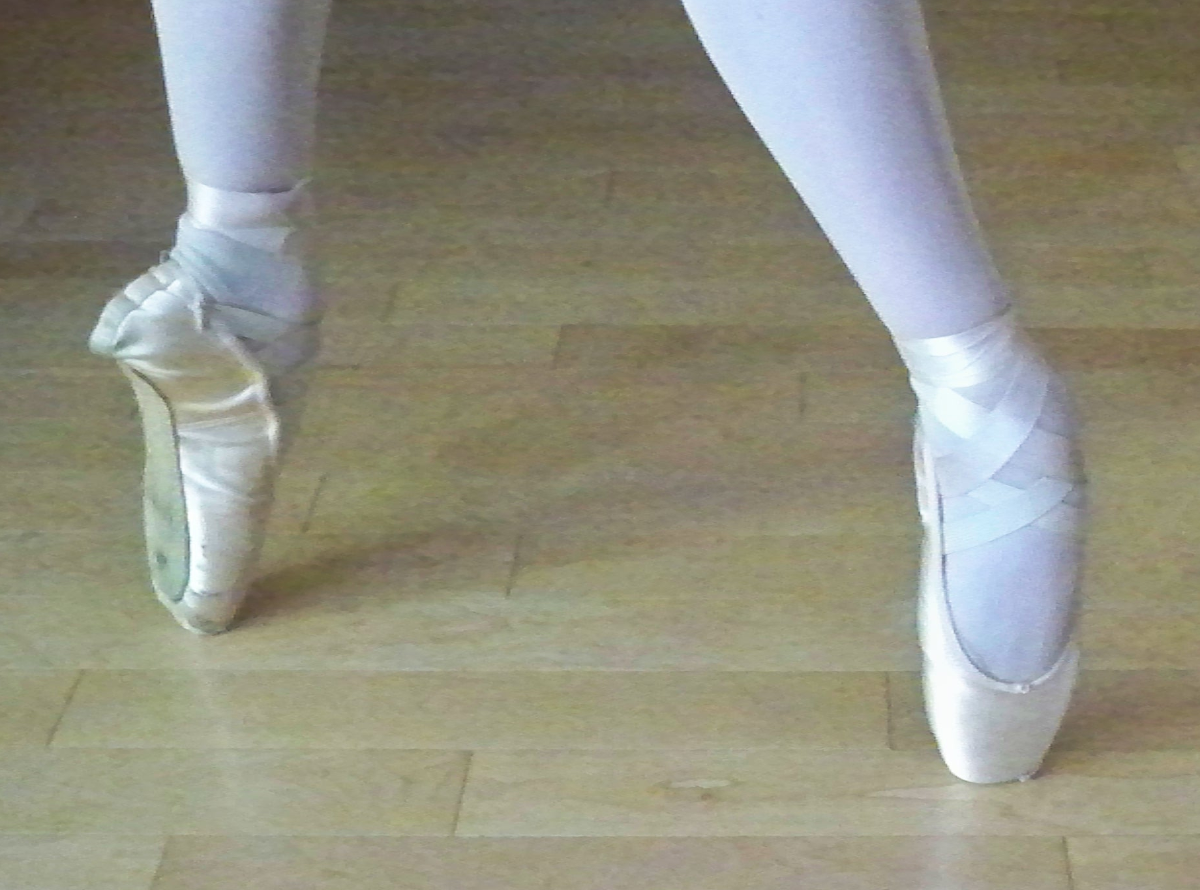
Sétima-posição

### Na primeira posição
Na primeira posição o plié é caracterizado pela alinhamento das "bordas mediais" dos pés formando o ângulo de 180° (posição en dehors) com os calcanhares colados (junte os calcanhares com os dedos dos pés apontando para fora). Dobre lentamente os joelhos, direcionando-os na mesma linha dos pés.
Os joelhos serão dobrados o máximo possível, sem levantar os calcanhares.

### Na segunda posição
Semellhnate a primeira posição, onde o alinhamento das "bordas mediais" dos pés formam o ângulo de 180° (posição en dehors), porém com os calcanhares separados por uns 10 centímetros.
Na segunda posição (iniciando na primeira posição você desliza o pé para o lado e depois o coloca no chão) execute o plié normalmente, sem nunca levantar os calcanhares, agora com o s pés separados. Os joelhos empurram bem para trás com a ajuda dos adutores.

### Na terceira posição
Na terceira posição os pés ficam em sentidos contrários (iniciando na segunda posição com os pés na posição en dehors, deve tensionar um pé e colocar o calcanhar  “colado” com o arco do pé de base), execute o plié normalmente, levantando e abaixando gradativamente os calcanhares.

### Na quarta posição
Posição semelhante à terceira porém com os pés afastados com os calcanhares em linha bem aberto (colocação da articulação coxofemoral en dehors). Na quarta posição (iniciando na terceira posição, estique o pé e deslize-o para frente na distância de um pé para que fiquem então em duas linhas paralelas) execute o plié normalmente, levantando e abaixando gradativamente os calcanhares.

### Na quinta posição
Na quinta posição os pés juntos em posição semelhante a terceira, formando duas linhas quase paralelas entre os pés, onde o calcanhar do pé da frente deve encostar com o dedão do pé de base/atrás.
Na quinta posição (iniciando na quarta posição, estique o pé e leve-o em direção ao outro pé de forma que o calcanhar e o dedão de um pé coincidam respectivamente com o dedão e o dedão do segundo) execute o plié normalmente, gradativamente levantando e abaixando os calcanhares.

## Possíveis erros
Os principais erros que um aluno pode cometer são:
- subir imediatamente nas meias pontas (calcanhares levantados)
- levante os saltos à trois quarts (além das meias pontas)
- empurrar os dedos dos pés muito para frente
- apoiar a sola do pé na parte interna em vez da externa

## Ligaçoes externas
- Ballet Glossary: Plié